# Josimar Alcócer
Josimar Alcócer, né le 7 juillet 2004 à San José au Costa Rica, est un footballeur international costaricien qui joue au poste d'ailier gauche au KVC Westerlo.

## Biographie

### En club
Né à San José au Costa Rica, Josimar Alcócer est formé par la LD Alajuelense. Il joue son premier match en professionnel le 1er août 2021, lors d'une rencontre de championnat face au Sporting FC. Il entre en jeu ce jour-là et les deux équipes se neutralisent (3-3 score final).
Le 22 septembre 2021, Alcócer joue son premier match de Ligue de la CONCACAF face au CD Guastatoya (en). Il entre en jeu à la place de Barlon Sequeira (en) et les deux équipes se séparent sur un match nul (1-1 score final),.
Le 14 août 2023, Josimar Alcócer rejoint la Belgique afin de s'engager en faveur du KVC Westerlo. Il signe un contrat de cinq ans, soit jusqu'en juin 2028,.
Il marque son premier but pour le club le 13 avril 2024 face au KV Malines, en championnat. Titulaire, il ouvre le score mais ne peut empêcher la défaite de son équipe (3-2 score final).

### En sélection
Le 17 mars 2023, Josimar Alcócer est appelé pour la première fois avec l'équipe nationale du Costa Rica, par le sélectionneur Luis Fernando Suárez,. Il honore sa première sélection lors de ce rassemblement face à la Martinique, le 26 mars 2023. Il est titularisé et son équipe l'emporte par deux buts à un. Alcócer est de nouveau titularisé pour sa deuxième sélection, trois jours plus tard contre le Panama (défaite 0-1).
En juin 2024, Alcócer fait partie de la liste des 26 joueurs costariciens retenus par Gustavo Alfaro pour participer à la Copa América 2024.
Il figure dans la liste du sélectionneur Miguel Herrera afin de participer à la Gold Cup 2025 avec le Costa Rica,.